# El Paraíso (Huimanguillo)
El Paraíso es una localidad del municipio de Huimanguillo ubicado en la subregión de la Chontalpa del estado mexicano de Tabasco.

## Geografía
La localidad de El Paraíso se sitúa en las coordenadas geográficas 18°04′06″N 94°03′04″O / 18.068333, -94.051111, a una elevación de 1 metro sobre el nivel del mar.

## Demografía
Según el Conteo de Población y Vivienda 2020, efectuado por el Instituto Nacional de Estadística y Geografía, la localidad de El Paraíso tiene 95 habitantes, de los cuales 49 son del sexo masculino y 46 del sexo femenino. Su tasa de fecundidad es de 2.41 hijos por mujer y tiene 30 viviendas particulares habitadas.
| Gráfica de evolución demográfica de El Paraíso entre 1990 y 2020 |
|                                                                  |
| INEGI.                                                           |